# 秦夢瑤 (小說人物)
秦夢瑤是黃易武俠小说中的虛構人物，《覆雨翻雲》的女主角。慈航靜齋三百年來首次踏足塵世的出色傳人，武器為有「身無彩鳳雙飛翼」之稱的飛翼劍。江湖十大美女之一，後與韓柏相戀，合成道心種魔大法，最後修得慈航劍典最後一章祕法「死關」。

## 生平概述
秦夢瑤身形纖美修長，腰肢挺直，盈盈巧步，風姿優雅，她一身粗布白衣，但卻有一種華服無法比擬健康潔美的感覺。是慈航靜齋齋主言靜庵的第二位徒弟，師姐為素未謀面的靳冰雲。自幼修習《慈航劍典》，不僅達成最高心法「劍心通明」，同時也是個劍術超卓的劍客，因而能成為靜齋三百年來首次踏足中原的傳人，曾經施展廣成子的「劍笑軒轅」。與韓柏相識，因體內道胎受韓柏魔種相吸引而相戀。
秦夢瑤因為牽涉到鷹刀風波，在雙修府一戰而被西藏第一高手紅日法王震斷經脈，得怒蛟幫首席高手「覆雨劍」浪翻雲輸入真氣勉強維持生命，最後則是和韓柏修練「雙修大法」而痊癒，雙修合成「道心種魔大法」，同時武功更上一層樓，不僅修復秦夢瑤斷裂的心脈，並且修復「劍心通明」因韓柏而出現的破綻。
擊敗天命教教主單玉如後，化解了天命教的陰謀，返回靜齋，與韓柏修這段戀情也隨著秦夢瑤修煉「死關」淡化而去，逐步接近破碎虛空的境界。不過秦夢瑤有言，兩人在未來或許能再相見。

## 武功
十六歲那年，言靜庵著她獨赴淨念禪宗，往見了盡禪主，遞上言靜庵的親筆信。自那天起後的三年，了盡禪主不但親身指點秦夢瑤武功，還讓秦夢瑤盡閱淨念禪宗內的武學藏書和歷代祖師的筆記心得。她雖名為慈航靜齋傳人，卻身具兩大武林聖地的最超然武學之長。
武器為有「身無彩鳳雙飛翼」之稱的飛翼劍。後與韓柏相戀，由於雙修大法成功地令秦夢瑤與韓柏道魔合流合成道心種魔大法，兩人又從鷹刀上得到《戰神圖》的寶貴經驗，使得雙方功力大進，更有上窺天道的可能，最後修得慈航劍典最後一章祕法「死關」。

## 影視形象

### 劇集
- 佘詩曼[3]：香港無綫電視《覆雨翻雲》（2006年）